# Instituto da Biodiversidade e das Áreas Protegidas
Das Instituto da Biodiversidade e das Áreas Protegidas (IBAP; Portugiesisch für: Institut für Biodiversität und Naturschutzgebiete) ist eine staatliche Einrichtung in Guinea-Bissau.
Ihr untersteht die Verwaltung der Naturschutzgebiete in dem westafrikanischen Land, zudem funktioniert sie als Naturschutzorganisation.
Das IBAP wurde 2004 gegründet und hat seinen Sitz in der Avenida Dom Settimio Arturro Ferrazzetta in der Hauptstadt Bissau.

## Geschichte

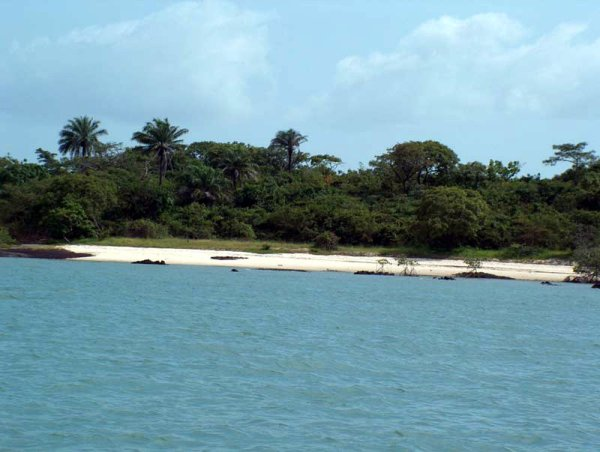
Der Bissagos-Archipel wurde 1996 von der UNESCO als Biosphärenreservat anerkannt. Die Inseln werden vom traditionsverhafteten Bijagos-Volk bewohnt, deren Naturreligion dabei bereits traditionell eine nachhaltige, umweltschonende Lebensweise vorschreibt, die wesentlich zum Erhalt des überwiegend naturbelassenen Archipels beiträgt.

Mit dem Gesetz der Naturschutzgebiete (Lei das Áreas Protegidas, decreto-Iei Nº 3/97) wurde 1997 die gesetzliche Grundlage für die Einrichtung offizieller Naturschutzgebiete in Guinea-Bissau geschaffen.
Angesichts der ungenügenden Finanzierungsmöglichkeiten des Staates für die verschiedenen Projekte zur Durchsetzung der Umweltschutzziele beschloss die Regierung Guinea-Bissaus am Rande des GEF-Gipfels 2004, die Gründung einer wirtschaftlich autonomen Umweltschutzinstitution.
Noch 2004 folgte zu dem Zweck das Gesetz zur Schaffung des Naturschutzinstituts IBAP, das mit Veröffentlichung im Gesetzblatt 2005 in Kraft trat (Decreto-Iei Nº 11/2005, Lei da Criação do IBAP).
Mit der Novellierung des Gesetzes der Naturschutzgebiete (Lei das Áreas Protegidas e as Regras de Gestão, Veröffentlichung im Gesetzesblatt Boletim Oficial Nr. 9 unter dem Aktenzeichen Decreto-lei Nº 5-A/2011) wurden 2011 die aktuellen Naturschutzgebiete de jure ausgewiesen, Verwaltungspläne für sieben Gebiete festgelegt und neue Regularien für die Verwaltung von vier Naturschutzgebieten festgeschrieben.

## Aufgaben und Strategien
In seinem Strategiepapier für den Zeitraum 2014–2020 zeigt das IBAP das Spannungsfeld seiner Arbeit auf: die Möglichkeiten des IBAP werden einerseits durch die minimalen Finanzierungsmöglichkeiten des unterentwickelten Landes und seiner überwiegend am Existenzminimum lebenden Bevölkerung beschränkt, andererseits muss sie wirkungsvoll arbeiten angesichts der Bedeutung des Ressourcenreichtums des Landes für die Ernährungssicherheit, die bei intakten Ökosystemen auch unabhängig von innenpolitischen Krisen gesichert bleibt.
Das IBAP sieht in seiner Arbeit dabei auch bedeutende volkswirtschaftliche Perspektiven für das devisenarme und exportschwache Land: in einer ertragreichen Fischerei und dem Verkauf von Fangquoten bei gesicherten Fischbeständen sowie in dauerhaften Exporterlösen einer nachhaltigen Forstwirtschaft, aber auch in Zuweisungen internationaler Fördermitteln für die langfristige Erhaltung seiner bedeutenden Artenvielfalt, die international anerkannt ist.
Das IBAP legte bei der Gründung 2004 zu dem Zweck seine drei grundlegenden Ziele fest:
- Förderung und Erhalt der Ökosysteme und der Biodiversität im Land
- Die Einrichtung von Naturschutzgebieten unterstützen und deren Verwaltung übernehmen
- Eine vernünftige und angemessene Nutzung der Natürlichen Ressourcen einfordern und erleichtern

Die ihr anvertrauten, gesetzlich festgelegten Naturschutzgebiete verwaltet das IBAP in einem System, das Sistema Nacional de Áreas Protegidas (SNAP) genannt wurde. Zum SNAP gehören alle acht (Stand 2017) geschützten Gebiete des Landes:

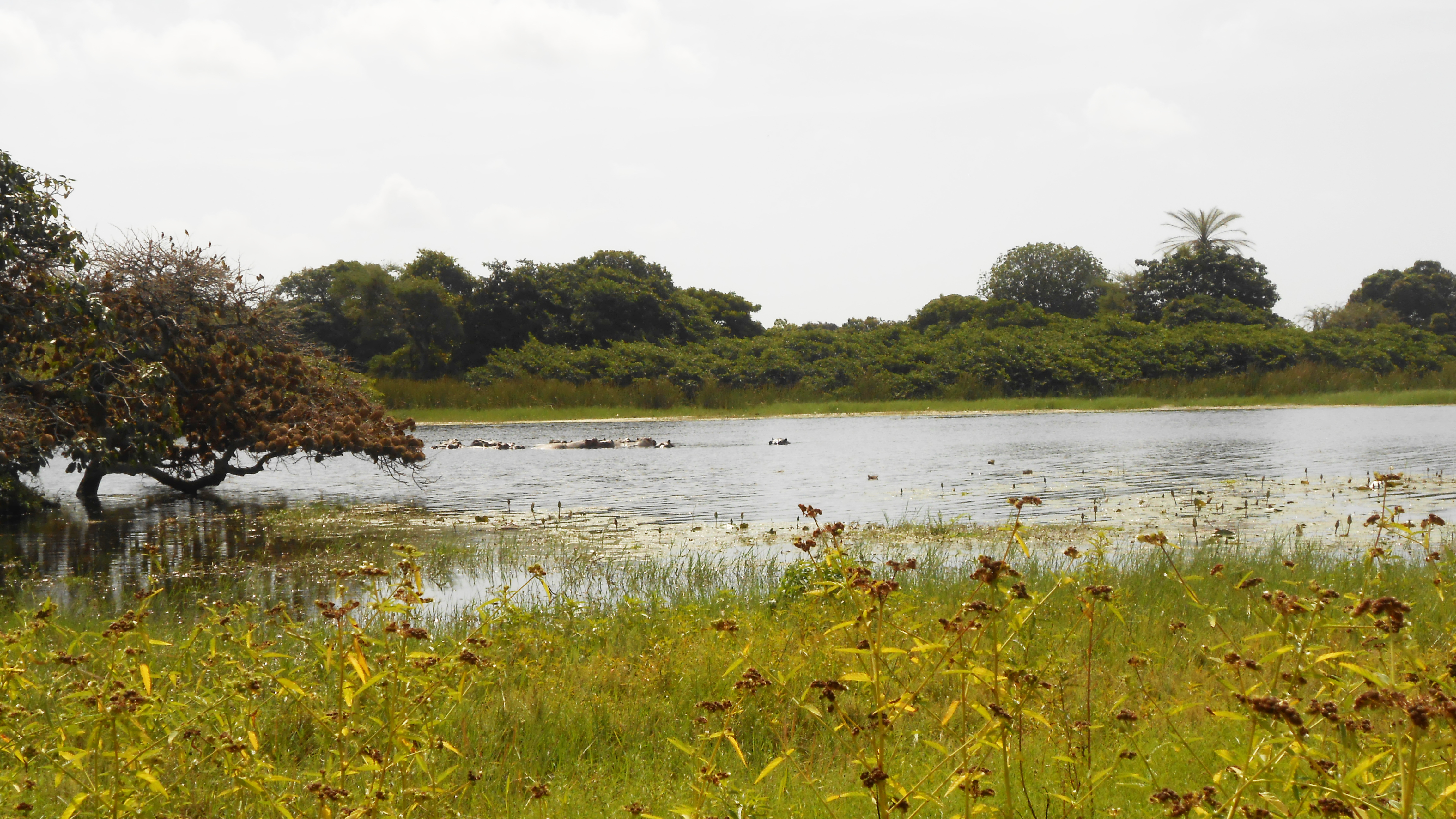
Seltene marine Flusspferde im Parque Nacional de Orango

- Parque Natural das Lagoas de Cufada (PNLC)
- Parque Nacional de Cantanhez (PNC, auch Matas de Cantanhez)
- Complexo Dulombi, Boé e Tchetche (DBT), aus denen zwei Nationalparks entstehen sollen
- Área Marinha Protegida Comunitária das Ilhas de Urok (AMPCIU)
- Reserva de Biosfera do Arquipélago Bolama Bijagós (RBABB)
- Parque Nacional das Ilhas de Orango (PNO, auch Parque Nacional de Orango)
- Parque Natural dos Tarrafes do Rio Cacheu (PNTC)
- Parque Nacional Marinho de João Vieira e Poilão (PNMJVP)

Neben den verschiedenen Aufgaben wie Schulungangeboten und Aufklärungsarbeit, Ausbildung von mehrsprachigen Guides im Ökotourismus, Pflege-, Aufforstungs- und Erhaltungsmaßnahmen, Datenerfassung und Forschung kümmert sich die IBAP auch um die Einhaltung der gesetzlichen Vorgaben. Bei ihren Kontrollen durch die Schutzgebiete werden eine Vielzahl Schutzmaßnahmen durchgeführt und beispielsweise illegale Fänge, unrechtmäßige Netze oder illegaler Holzschlag beschlagnahmt. Immer wieder können geplante Kontrollen und Maßnahmen jedoch nicht nach Plan beendet werden, bedingt durch oft fehlende Finanz- und Personalausstattung. Insgesamt werden die Planungen aber dennoch zu einem großen Teil erfüllt und gelegentlich sogar übererfüllt.

## Durchführung und Finanzierung

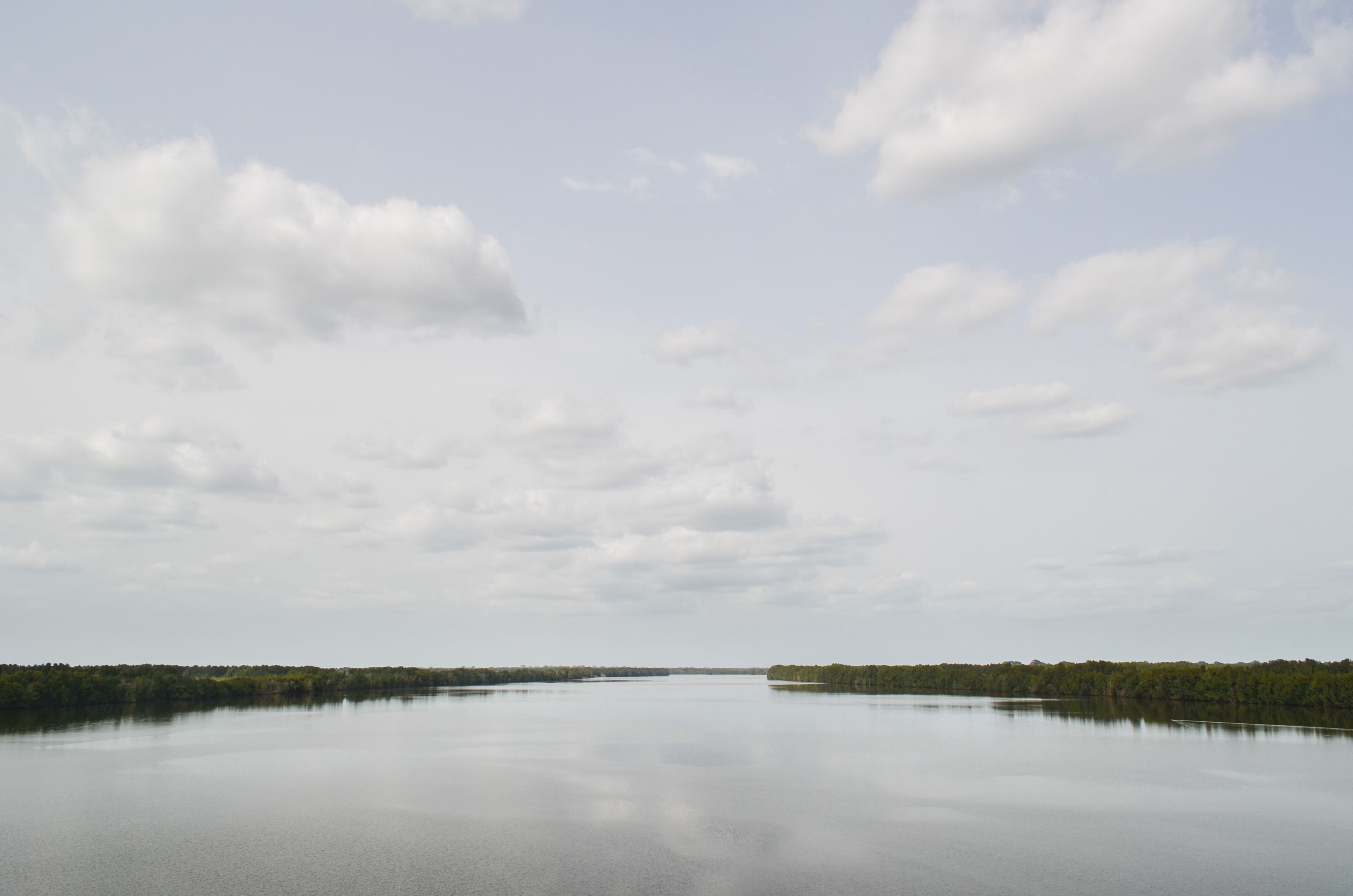
Mangrovenlandschaft am Rio Cacheu

Zur praktischen Durchführung seiner Aufgaben ist das IBAP meist auf die Mithilfe der lokalen Bevölkerung und ihrer Initiativen, auf Kooperation mit nationalen und internationalen Nichtregierungsorganisationen, und auf internationale Schutzprogramme und multilaterale Organisationen angewiesen.
Zur Finanzierung  des Naturschutzsystems (SNAP) wurde nach der Gründung des IBAP 2004 die Fundação BioGuiné eingerichtet. Sie ist eine überparteiliche und öffentlich-rechtliche Stiftung und Non-Profit-Organisation privaten Rechts. Seit 2004 arbeiten die Regierung Guinea-Bissaus, die Globale Umweltfazilität und die Weltbank an einer angemessenen Kapitalisierung der Stiftung, Ziel ist ein Gesamtbudget von 10 Mio. US-Dollar.
Über seine Arbeit legt das IBAP jährlich umfassend und detailliert Rechenschaft ab. Die Jahresberichte stehen auf der Website zur öffentliche Einsicht bereit. Zudem können die Berichte sowie eine Vielzahl Informationsquellen in der IBAP-Bibliothek an ihrem Stammsitz in der Hauptstadt Bissau eingesehen werden.